# 숀 존슨
숀 존슨(Shawn Johnson, 1992년 1월 19일 ~ )는 미국의 체조 선수이며, 16세의 나이로 2008년 베이징 올림픽에서 평균대 운동 금메달을 획득하였다.

## 어린 시절
아이오와주 디모인에서 외동딸로 태어났다. 정력적인 아이었던 존슨은 3세 때 부모에 의하여 제초의 명부에 올려졌다. 몇년 후에 그녀는 디모인의 훈련 시설에서 체조 강사 량차우와 연습을 시작하였다.

## 금메달을 향하며
존슨을 어린 나이부터 체조에 뛰어났다. 마루 운동과 평균대 운동에 지루한 훈련의 세월 후에 존슨은 결국 16세 때에 베이징 올림픽에 나가는 데 나이 요구를 만났다.
올림픽에서 16.225점을 득점하면서 평균대 운동 금메달을 획득하였다. 그녀는 또한 단체전, 개인 종합전과 마루 운동에서 은메달을 따내기도 하였다.

## 이후의 세월
베이징 올림픽에 이어 2009년 댄싱 위드 더 스타의 8번째 시즌에 나가 우승하였다. 쇼에서 그녀의 참가는 그녀의 넓은 환호를 가져왔다.
2010년 초순에 스키를 타는 동안 무릎 인대를 찢겨 복구의 무릎 수술을 받아야 했다. 4개월 만에 존슨은 런던 올림픽을 위한 훈련을 시작하는 계획을 세웠지만, 체조로부터 은퇴를 선언할 때에 그녀의 올림픽 희망들은 2012년 6월에 끝났다.